# Shōshin Nagamine
Shōshin Nagamine (長嶺 将真 Nagamine Shōshin?,  15 de julio de 1907 – 2 de noviembre de 1997) fue un escritor japonés nacido en Okinawa, que también se desempeñó como soldado, oficial de policía y maestro de karate.
Es el fundador del estilo de karate Matsubayashi-ryū.

## Los inicios y Karate-dō
Nagamine nació en Tomari, ciudad de Naha, Okinawa. De niño tenía una salud endeble y contrajo un desorden gastroenterológico en 1926, durante su segundo año de educación secundaria. Decide comenzar una dieta impuesta por sí mismo y empieza a estudiar karate bajo la supervisión de su vecino, Chojin Kuba, discípulo directo del maestro Gichin Funakoshi (1868-1957). Nagamine gradualmente mejora su salud, atribuyendo su recuperación al trabajo duro en la escuela y en el entrenamiento de karate. Su salud mejoró tan notablemente que se convirtió en el líder del club de karate de su escuela y sus amigos lo apodaron Chippaii Matsu (pino tenaz).

## Servicio militar
En su último año del colegio superior entrenó con Kodatsu Iha, discípulo directo del maestro Kosaku Matsumora (1829-1898) el patriarca del Tomari-Te. Después de su graduación en marzo de 1928 se dedica a tiempo completo al estudio de las artes marciales, mudándose a Shuri para entrenar con Taro Shimabuku (島袋 善良) y Ankichi Arakaki (新垣 安吉). Más tarde ese mismo año fue reclutado por el Ejército Imperial Japonés (en la 47° división de infantería) y luchó en China hasta que recibió su baja honorable en 1931.
Al salir del ejército, Nagamine busca un trabajo donde pueda seguir estudiando karate y hacer uso de sus habilidades y decide ingresar a las fuerzas policiales.

## Carrera policial
Entre 1931 y 1935 Nagamine trabajó como oficial en el departamento de policía de Kadena, continuando su formación en karate con Chotoku Kyan, discípulo del maestro Sokon Matsumura.
En 1936, mientras estudiaba en la academia policial metropolitana de Tokio fue también alumno de Choki Motobu, discípulo de Kosaku Matsumora.
Nagamine obtiene el título de Renshi en mayo de 1940 al superar los exámenes para instructor de karate en Kioto. Al mismo tiempo obtiene el tercer dan de kendo, luego de 4 años de estudio.
En el año 1951 Nagamine era el jefe de la policía de Motobu y entrenaba a sus propios oficiales en karate y judo.
Nagamine se retira de la policía en 1952.

## Artista marcial

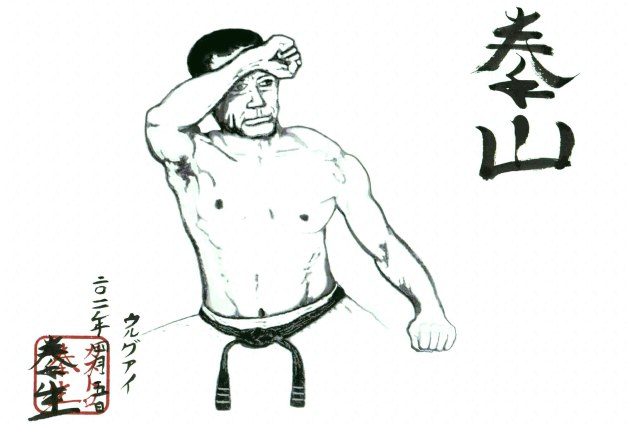
Sumi-e de Shoshin Nagamine y caligrafía 拳山 (Puño Montaña) por J. E. Castro.

En enero de 1953 vuelve a la ciudad de Naha donde abre su dōjō, con el nombre de Kodokan Karate-dō y Kobu-jutsu Dōjō. En ese dōjō enseña Matsubayashi-ryū, un estilo de karate que había inventado en 1947 y nombrado en honor de Sokon Matsumura y Kosaku Matsumora.
En su vejez recibe del 84° Patriarca del Rinzai Zen, Tanouye Rotaishi Zenji, el nombre de Kenzan ("Puño montaña").
En abril de 1982 Hirohito, Emperador de Japón, le otorgó la Orden del Sol Naciente por su contribución a las artes marciales y a la cultura okinawense.
Continuó practicando y enseñando karate hasta su muerte en 1997. Fue sucedido por su hijo, Takayoshi Nagamine, quien fue el director (sōke) de Matsubayashi-ryū hasta su propia muerte en el año 2012.

## Escritor
Nagamine escribió dos libros en japonés, La esencia del Karate do okinawense y Cuentos de los grandes maestros de Okinawa. La esencia del Karate do okinawense ha sido reimpreso muchas veces y fue traducido a los idiomas inglés y español. La traducción inglesa la realizó su estudiante Katsuhiko Shinzato en 1976. Cuentos de los grandes maestros de Okinawa fue traducido al inglés por primera vez en el 2000 por Patrick McCarthy. La traducción al castellano fue realizada por el sensei Ricardo Fuchs Camani que actualmente reside y enseña Matsubayashi Ryu en Madrid, España desde 1986.